# Funker Vogt
Funker Vogt – niemiecki zespół grający muzykę elektroniczną założony w Hameln i działający od 1995 roku. W jego skład weszli wokalista Jens Kästel, zajmujący się programowaniem Gerrit Thomas, klawiszowiec Bjorn Bottcher, gitarzysta Frank Schweigert i autor tekstów Kai Schmidt. Nazwa zespołu pochodzi od nazwiska przyjaciela zespołu, który był sygnalistą (Funker). Większość ich tekstów dotyczy wojny i jej różnych aspektów. Motywy militarystyczne są także obecne w muzyce i w ubiorze. Ta estetyka jest również popularna wśród fanów zespołu. Jednakże sama grupa jest zdecydowanie przeciwna wojnie, podkreśla ona "wojnę i nierówności społeczne" za ich główne tematy w twórczości.

## Historia
Piosenki zespołu pojawiły się najpierw na kilku kompilacjach i w 1996 roku wydał on pierwszy album pt. Thanks For Nothing. Następnie po wydaniu dwóch minialbumów grupa podpisała kontrakt z wytwórnią Metropolis. 

## Muzycy
Obecny skład zespołu
- Chris L.
- Gerrit Thomas
- René Dornbusch

Byli członkowie zespołu
- Jens Kästel
- Björn Böttcher
- Frank Schweigert
- Kai Schmidt
- Thomas Kroll
- Sacha Korn

## Dyskografia
Albumy studyjne
- Thanks for Nothing (1996)
- We Came to Kill (1997)
- Killing Time Again (1998)
- Execution Tracks (1998)
- Maschine Zeit (2000)
- T (2000/2001) (zawiera 4 nowe utwory i 10 remiksów)
- Survivor (2002)
- Revivor (2003) (album z remiksami)
- Navigator (2005)
- Aviator (2007)
- Blutzoll (2010)
- Companion In Crime (2013)
- Code of Conduct (2017)

Albumy live
- Warzone K17 (2009)

DVD
- Warzone K17 (2009)
- Live Execution '99 (2010)

Single
- Words of Power (1997)
- Take Care (1997)
- Tragic Hero (1998)
- Gunman (2000)
- Subspace (2001)
- Date of Expiration (2002)
- Red Queen (2003)
- Fallen Hero (2005)
- White Trash (2008)
- Arising Hero (2010)
- Hard Way (2012)
- Sick Man (2014)
- Der Letze Tanz (2017)
- Musik ist Krieg (2017)

Maxi Single
- Velvet Acid Christ Vs Funker Vogt: The Remix Assault|Velvet Acid Christ Vs Funker Vogt: The Remix Wars - Strike 4 (1999)
- Code 7477 (2001)

Komplilacje
- Always and Forever Volume 1 (2005)
- Always and Forever Volume 2 (2006)